# Discografia del Michael Schenker Group
Questa pagina raccoglie l'intera discografia del gruppo musicale Michael Schenker Group.

## Album

### Album in studio
| Anno | Titolo | Classifiche | Classifiche | Classifiche | Classifiche | Classifiche | Classifiche | Classifiche | Classifiche | Classifiche | Classifiche | Classifiche | Classifiche | Certificazioni           |
| Anno | Titolo | UK          | AUT         | CAN         | FIN         | FRA         | GER         | ITA         | NOR         | SPA         | SWE         | SWI         | US          | Certificazioni           |
| ---- | --- | ----------- | ----------- | ----------- | ----------- | ----------- | ----------- | ----------- | ----------- | ----------- | ----------- | ----------- | ----------- | ------------------------ |
| 1980 | The Michael Schenker Group - Pubblicato il 6 agosto 1980 - Etichetta: Chrysalis Records (#1005) - Formato: CD, MC, LP | —           | —           | —           | —           | —           | —           | —           | —           | —           | —           | —           | —           |                          |
| 1981 | MSG - Pubblicato il 18 settembre 1981 - Etichetta: Chrysalis Records (#1015) - Formati: CD, MC, LP                    | —           | —           | —           | —           | —           | —           | —           | —           | —           | —           | —           | —           |                          |
| 1982 | Assault Attack - Pubblicato il 2 ottobre 1982 - Etichetta: Chrysalis Records (#32005) - Formati: CD, MC, LP           | -           | —           | —           | —           | —           | —           | —           | —           | —           | —           | —           | —           | US: Oro                  |
| 1983 | Built to Destroy - Pubblicato il 10 agosto 1983 - Etichetta: Chrysalis Records - Formati: CD, MC, LP                  | 27          | —           | —           | —           | —           | —           | —           | —           | —           | —           | —           | 173         |                          |
| 1983 | Nightmare: The Acoustic M.S.G. - Pubblicato il 3 settembre 1992 - Etichetta: Columbia (#83135) - Formati: CD, MC, LP  | 32          | —           | —           | —           | —           | —           | —           | —           | —           | —           | —           | 128         |                          |
| 1996 | Written in the Sand - Pubblicato il 3 giugno 1996 - Etichetta: zero Records (#84160) - Formati: CD, MC, LP            | -           | —           | 45          | 46          | —           | 59          | —           | 21          | 55          | 20          | 92          | 34          |                          |
| 1981 | The Unforgiven - Pubblicato il 23 febbraio 1999 - Etichetta: Shrapnel Records (#84834) - Formati: CD, MC, LP          | 14          | —           | 42          | —           | —           | 19          | —           | 32          | —           | 14          | —           | 39          |                          |
| 2003 | Arachnophobiac - Pubblicato il 18 luglio 2003 - Etichetta: Columbia (#85941) - Formati: CD, MC, LP                    | 11          | —           | 17          | —           | —           | 23          | —           | 26          | 84          | 12          | —           | 17          |                          |
| 1984 | Defenders of the Faith - Pubblicato il 4 gennaio 1984 - Etichetta: Columbia (#25713) - Formati: CD, MC, LP            | 19          | —           | 17          | 46          | —           | 21          | —           | 17          | 66          | 2           | 12          | 18          | CAN: Platino US: Platino |
| 1986 | Turbo - Pubblicato il 15 aprile 1986 - Etichetta: Columbia (#26641) - Formati: CD, MC, LP                             | 33          | —           | 37          | 11          | —           | 28          | —           | 13          | —           | 10          | 2           | 17          | CAN: Platino US: Platino |
| 1988 | Ram It Down - Pubblicato il 17 maggio 1988 - Etichetta: Columbia (#44244) - Formati: CD, MC, LP                       | 24          | 14          | 30          | 3           | —           | 9           | —           | 5           | —           | 5           | 8           | 31          | CAN: Oro US: Oro         |
| 1990 | Painkiller - Pubblicato il 3 settembre 1990 - Etichetta: Columbia (#46891) - Formati: CD, MC, LP                      | 26          | 22          | 29          | 15          | —           | 7           | —           | 19          | —           | 19          | 14          | 26          | CAN: Oro US: Oro         |
| 1997 | Jugulator - Pubblicato il 28 ottobre 1997 - Etichetta: CMC International (#86224) - Formati: CD, MC, LP               | —           | 34          | 87          | 24          | —           | 9           | —           | —           | 20          | 33          | 43          | 82          |                          |
| 2001 | Demolition - Pubblicato il 31 luglio 2001 - Etichetta: Atlantic (#83480) - Formati: CD, MC, LP                        | —           | 50          | —           | —           | 72          | 16          | —           | —           | —           | 55          | 72          | 165         |                          |
| 2005 | Angel of Retribution - Pubblicato il 28 febbraio 2005 - Etichetta: Epic (#92933) - Formati: CD, DualDisc, LP          | 39          | 10          | —           | 6           | 43          | 5           | 26          | 6           | 6           | 3           | 19          | 13          |                          |

### Raccolte
| Anno | Titolo | Classifiche | Classifiche | Classifiche | Classifiche | Classifiche | Classifiche | Certificazioni |
| Anno | Titolo | UK          | FIN         | GER         | SWE         | SWI         | US          | Certificazioni |
| ---- | --- | ----------- | ----------- | ----------- | ----------- | ----------- | ----------- | -------------- |
| 1993 | Metal Works '73 - '93 - Pubblicato il 18 maggio 1993 - Etichetta: Sony Records - Formati: CD, MC, LP                                | 37          | —           | 50          | —           | 40          | 155         |                |
| 1997 | The Best of Judas Priest: Living After Midnight - Pubblicato il 3 febbraio 1997 - Etichetta: Columbia Records - Formati: CD, MC, LP | —           | —           | —           | —           | —           | —           |                |
| 2004 | Metalogy - Pubblicato l'11 maggio 2004 - Etichetta: Columbia Records - Formati: CD, LP                                              | —           | —           | —           | —           | —           | —           |                |
| 2006 | The Essential Judas Priest - Pubblicato l'11 aprile 2006 - Etichetta: Columbia Records - Formati: CD, LP                            | —           | 21          | —           | 23          | —           | —           |                |
| 2011 | Single Cuts - Pubblicato il 22 agosto 2011 - Etichetta: Columbia Records - Formati: CD                                              | —           | —           | —           | —           | —           | —           |                |
| 2011 | The Chosen Few - Pubblicato l'11 ottobre 2011 - Etichetta: Legacy/Sony - Formati: CD                                                | —           | —           | —           | —           | —           | —           |                |

## Singoli
| Anno | Titolo                          | Classifiche | Classifiche | Classifiche | Classifiche        | Album                   |
| Anno | Titolo                          | UK          | CAN         | US          | US Mainstream Rock | Album                   |
| ---- | ------------------------------- | ----------- | ----------- | ----------- | ------------------ | ----------------------- |
| 1974 | Rocka Rolla                     | —           | —           | —           | —                  | Rocka Rolla             |
| 1976 | The Ripper                      | —           | —           | —           | —                  | Sad Wings of Destiny    |
| 1977 | Diamonds and Rust               | —           | —           | —           | —                  | Sin After Sin           |
| 1978 | Better By You, Better Than Me   | —           | —           | —           | —                  | Stained Class           |
| 1979 | Take On the World               | 14          | —           | —           | —                  | Killing Machine         |
| 1979 | Evening Star                    | 53          | —           | —           | —                  | Killing Machine         |
| 1979 | Rock Forever                    | —           | —           | —           | —                  | Killing Machine         |
| 1980 | Living After Midnight           | 12          | —           | —           | —                  | British Steel           |
| 1980 | Breaking the Law                | 12          | —           | —           | —                  | British Steel           |
| 1980 | United                          | 26          | —           | —           | —                  | British Steel           |
| 1981 | Don't Go                        | 51          | —           | —           | —                  | Point of Entry          |
| 1981 | Heading Out to the Highway      | —           | —           | —           | 10                 | Point of Entry          |
| 1981 | Hot Rockin'                     | 60          | —           | —           | —                  | Point of Entry          |
| 1982 | You've Got Another Thing Comin' | 66          | —           | 67          | 4                  | Screaming for Vengeance |
| 1982 | (Take These) Chains             | —           | —           | —           | —                  | Screaming for Vengeance |
| 1982 | Electric Eye                    | —           | —           | —           | 38                 | Screaming for Vengeance |
| 1983 | Freewheel Burning               | 42          | —           | —           | —                  | Defenders of the Faith  |
| 1984 | Love Bites                      | —           | —           | —           | —                  | Defenders of the Faith  |
| 1984 | Some Heads Are Gonna Roll       | 97          | —           | —           | 42                 | Defenders of the Faith  |
| 1986 | Turbo Lover                     | —           | 50          | —           | 44                 | Turbo                   |
| 1986 | Locked In                       | —           | —           | —           | 25                 | Turbo                   |
| 1986 | Parental Guidance               | —           | —           | —           | —                  | Turbo                   |
| 1988 | Johnny B. Goode                 | 64          | —           | —           | 47                 | Ram It Down             |
| 1988 | Ram It Down/Heavy Metal         | —           | —           | —           | —                  | Ram It Down             |
| 1988 | I'm a Rocker                    | —           | —           | —           | —                  | Ram It Down             |
| 1990 | Painkiller                      | 74          | —           | —           | —                  | Painkiller              |
| 1991 | A Touch of Evil                 | 58          | —           | —           | 29                 | Painkiller              |
| 1992 | Night Crawler                   | 63          | —           | —           | —                  | Painkiller              |
| 1997 | Burn in Hell                    | —           | —           | —           | —                  | Jugulator               |
| 2001 | Machine Man                     | 159         | —           | —           | —                  | Demolition              |
| 2005 | Revolution                      | —           | —           | —           | 23                 | Angel of Retribution    |
| 2008 | War                             | —           | —           | —           | —                  | Nostradamus             |
| 2014 | Redeemer of Souls               | —           | —           | —           | —                  | Redeemer of Souls       |
| 2018 | Lightning Strike                | —           | —           | —           | 21                 | Firepower               |

## Discografia in sintesi

### Album in studio
- 1980 - The Michael Schenker Group
- 1981 - MSG
- 1982 - Assault Attack
- 1983 - Built to Destroy
- 1992 - Nightmare: The Acoustic M.S.G.
- 1996 - Written in the Sand
- 1999 - The Unforgiven
- 2001 - Be Aware of Scorpions
- 2003 - Arachnophobiac
- 2006 - Tales of Rock'n'Roll
- 2009 - In the Midst of Beauty
- 2021 - Immortal
- 2022 - Universal

### Album di cover
- 2005 – Heavy Hitters

### Live
- 1981 - One Night at Budokan
- 1982 - Rock Will Never Die
- 1993 - BBC Radio One Live in Concert
- 1999 - The Unforgiven World Tour
- 2002 - Reactivate Live
- 2003 - Back To Attack Live
- 2004 - World Wide Live

### Raccolte
- 1992 - The Essential Michael Schenker Group
- 1995 - Armed & Ready: The Best of the Michael Schenker Group
- 1996 - Rock Will Never Die
- 2005 - Very Best of the Michael Schenker Group

### Singoli
- 1980 - Cry For The Nations
- 1982 - Dancer
- 1987 - Gimme Your Love
- 1987 - Follow The Night
- 1989 - Anytime
- 1989 - Save Yourself
- 1990 - This Is My Heart
- 1991 - When I'm Gone
- 1991 - Never Ending Nightmare